# マルクス・ポルキウス・カト・ケンソリウス
マルクス・ポルキウス・カト・ケンソリウス（ラテン語: Mārcus Porcius Catō Cēnsōrius、マールクス・ポルキウス・カトー・ケーンソーリウス、紀元前234年 - 紀元前149年）は共和政ローマ中期の政務官。清廉で弁舌に優れ、執政官（コンスル）、監察官（ケンソル）を務めた。曾孫のマルクス・ポルキウス・カト・ウティケンシス（小カト）と区別するため、「大カト（ラテン語: Cato maior）」とも称される。大スキピオの政敵とされるが、最初から対立していたとは考えられていない。第三次ポエニ戦争の原因の一つとされる、「カルタゴ滅ぶべし」のセリフで知られる。

## 生涯
彼は労働に耐え倹約に耐え、その鉄のような心と体は、全てを衰弱させる老年ですら寄せ付けなかった。86才にして裁判で自身を弁護し、90才にしてセルウィウス・ガルバを民衆の前に引きずり出したのだ。—リウィウス、『ローマ建国史』39.40

### 青年期
プレプス（平民）の家系でトゥスクルム出身の、赤みがかった髪と青みがかった瞳が特徴のノウス・ホモ（新人）であるが、カトは父を武勇で国家に功績のあった人としており、カトのコグノーメン（第三名）は元々プリスクスで、後にその功績からカトと呼ばれたという。父親からは、150ユゲラ（約100エーカー、12万坪）の土地を受け継いだものと推測されている。
近所にサムニウム戦争の英雄マニウス・クリウス・デンタトゥスのウィッラがあり、そこを幾度も訪れては彼の質素な暮らしぶりを鑑とし、第二次ポエニ戦争でクィントゥス・ファビウス・マクシムスの下で従軍した後、ピュタゴラス派の先生に学んでからは更に質素倹約・質実剛健を旨とするようになったという。ただ、本当にファビウスの下にいたのかは定かではない。
プルタルコスによれば、農地の接していたプブリウス・ウァレリウス・フラックスが彼の勤勉ぶりを聞き及び、ローマ市で日の目を見るように計らったといい、彼自身もその弁舌によって耳目を集め、出世したという。後にデモステネスと称された。
紀元前217年のトラシメヌス湖畔の戦いの敗戦後、ディクタトル（独裁官）に任命されたファビウス・マクシムスは、神々の怒りを鎮めるための様々な儀式を提案し、そのうちの一つ、春の生け贄は、カトが執政官を務めた紀元前195年に実行されている。

### クルスス・ホノルム
紀元前214年、トリブヌス・ミリトゥム（士官）としてシキリアで戦い、おそらく紀元前211年までマルクス・クラウディウス・マルケッルスの下についていた。
紀元前207年、親戚のルキウス・ポルキウス・リキヌスと共に、ガイウス・クラウディウス・ネロの下でメタウルスの戦いに参加しており、この前年死去したマルケッルスに替わって、ネロは貴重な人脈となっただろう。
紀元前204年にはクァエストル（財務官）として大スキピオの下でアフリカに従軍している。プルタルコスによれば、ファビウス・マクシムスの派閥に属し、大スキピオを敵視しており、彼がやたらと兵士に金をばらまくことを問題視してローマ市へ帰り、彼の普段の行動も指揮官としてふさわしくないと、ファビウスと共に非難したという。しかしリウィウスによれば、アフリカに向かうスキピオ艦隊の左翼をガイウス・ラエリウスと共に担当しており、更に大スキピオを非難した中にカトの名はなく、学者の間では、彼らの対立を演出するための作り話と考えられている。
スキピオ艦隊を率いていたのは、大スキピオの弟スキピオ・アシアティクスと親友のラエリウスで、その中にカトが含まれていることや、特別な関係がなければ通常引き受けないクァエストルを務めていたことからも、大スキピオとカトの友好関係が覗われ、大プリニウスの記述からは、カトがザマの戦いに参加していた可能性も考えられるという。
この二人が次に絡むのは、大スキピオが二度目の執政官を務める紀元前194年のことで、キケロが『大カトー・老年について』で書いているように、カトが30才の頃に亡くなったファビウスの派閥にいたのか疑う学者もいる。むしろ、第二次ポエニ戦争によってノビレス（貴族）が多大な犠牲を払った隙に、軍事的功績によって成り上がったカトは、比較的独立した立場で、注意深く政界を生き抜いていたと考えられる。紀元前216年のカンナエの戦いでは、約80人の元老院議員が亡くなったとも言われ、後に177人が補充されている。
紀元前199年にはアエディリス・プレビス（平民按察官）に選出され、祝祭を開催した。翌紀元前198年にはサルディニア担当プラエトル（法務官）に選出され、高利貸しを厳しく取り締まり、住民が負担していたプラエトルのための金銭も廃止された。プルタルコスによれば、これまでのプラエトルが住民の負担で贅を極めていたのに対し、彼の統治は質素で、それでいて正義を厳しく追及したものであったという。

### 執政官
ヒスパーニア人の脱穀場に穀物が集まる季節となった。そのため、穀物請負人への注文は禁止され、ローマ市へと追い返された。「戦争はな」（カトは）言った。「自分で自分に飯を食わせるであろうよ。」—リウィウス、『ローマ建国史』34.9
紀元前195年、ルキウス・ウァレリウス・フラックスと共にコンスル（執政官）に選出され、ヒスパニアの戦争で勝利を収めた。両執政官の出発前に、21年前に計画された春の生け贄の儀式を行うと、カトはまず船でアンポリアエまで進出し、そこから進撃を始めた。途中現地の同盟部族から援軍要請を受けたが、兵力分散を嫌って一度は断ったものの結局一部を援軍に割き、残った兵士を夜間演習で鍛えてから蛮族の敵陣に夜襲をかけ、苦戦したものの打ち破った。
隊列を乱すものは殴って軍規を正し、敵陣の弱点を見抜いて攻勢をかけ、一説によれば4万人以上を殺したとされ、タッラコまで進出する間に、エブロ川流域を完全に平らげ、幾度も反乱を起こした部族を鎮圧し、彼らを奴隷として売り払ったという。乗ってきた船を帰らせ、退路を断って兵士を鼓舞したとも伝わり、丘から戦況を見守っていた彼は、自軍が押し込まれているのを見ると、敵陣に突入して戦況を一変させたという。ヒスパニアの部族はカルタゴの支配を嫌っていたが、彼らを従わせるのは大変な苦労が伴い、カトは自らを厳しく律して勤勉ぶりを発揮したとリウィウスは記している。他にも、3人しか奴隷を連れず、船乗りと同じものを飲み食いし、喜んで倹約に励んでいたという話も伝わる。
執政官として、キケロが『国家について』で言及している、上訴に関するポルキウス法（Lex Porcia de provocatione）を通した可能性がある。属州担当政務官の権限を制限する法（Lex Porcia de sumptu provinciali、属州の出費に関するポルキウス法）も成立させた可能性があるが、内容的にもっと後の時代のものかもしれない。またこの年、紀元前215年に成立した、女性の贅沢を禁じるオッピウス法の廃止を護民官が提案し、護民官の一部と共にカトも廃止に反対したが、女性たちが反対派護民官を取り囲む騒動となり、廃止が決まっている（Lex Valeria Fundania de lege Oppia sumptuaria、オッピウス支出制限法に関するウァレリウス・フンダニウス法）。カトの反対は、ギリシア文化好きな大スキピオやその派手な妻アエミリアを攻撃するためと解釈する学者もいるが、リウィウスの引くカトの演説はおそらく彼の創作であり、他の資料からも明かな女性蔑視によるものと考える方が自然かもしれない。

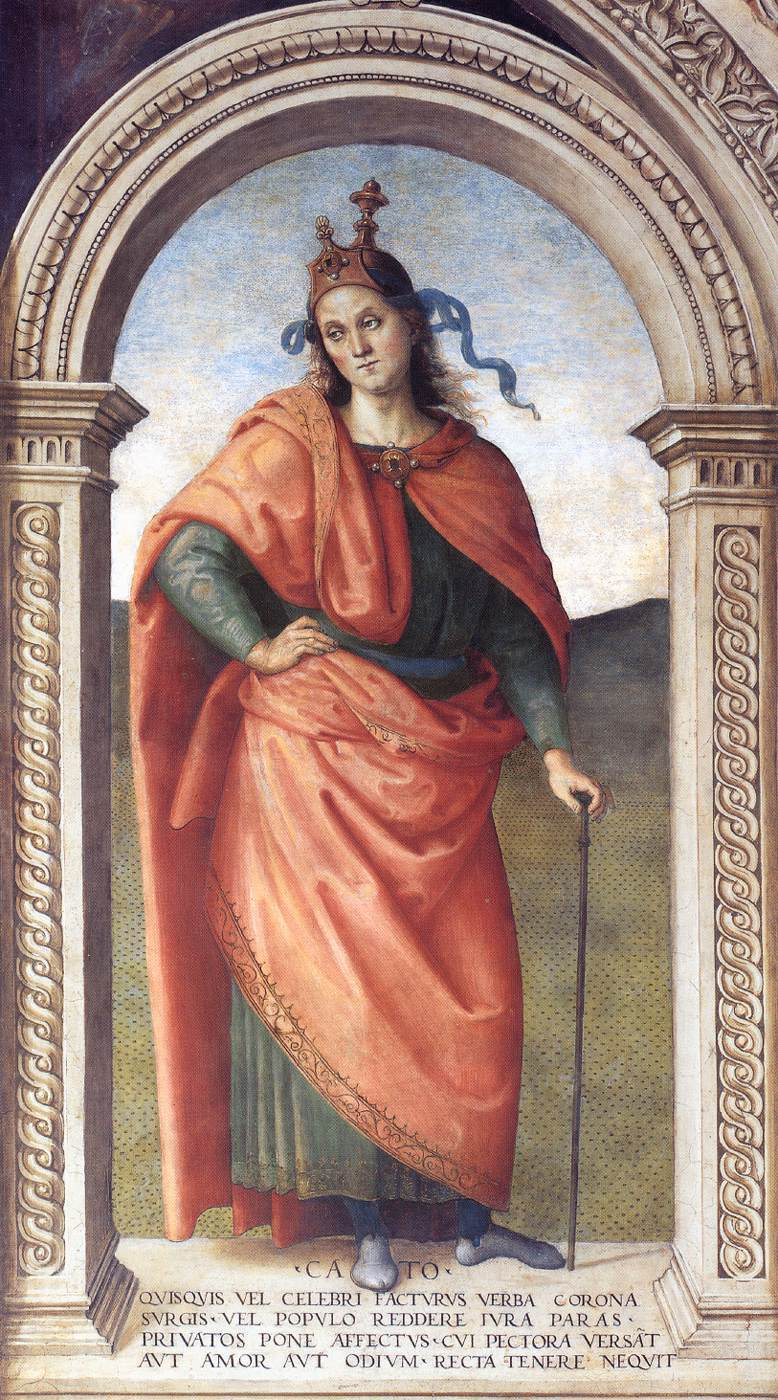
ペルジーノの描いた大カト1497年頃 ペルージャのプリオリ宮内

翌年帰国すると、プロコンスル（前執政官）として凱旋式を挙行した。また、勝利を誓ったウィクトーリア神殿のそばに、ウィクトリア・ウィルゴの祠を奉献した。その後、この年の執政官ティベリウス・センプロニウス・ロングスの下でレガトゥス（副官）を務めた可能性がある。前年行った春の生け贄の儀式に不備があると神祇官団が訴えたため、この年改めて実行されている。

### 戦争と政争と
この紀元前194年の執政官は大スキピオで、彼は任地のガリアで功績を立てることが出来ず、カトの凱旋式に反対したという。この話も、彼らの対立を強調するコルネリウス・ネポスやプルタルコスによって、大スキピオがカトの指揮権を取り上げようとしたという話に膨らんでいる。ただ、おそらく紀元前192年頃、40過ぎたカトはリキニウス氏族の娘リキニアと結婚しており、この同じく第二次ポエニ戦争によって復活したプレプスの氏族と結びつき、政治的に安定した結果、大スキピオら貴族に敵対し始めた可能性はある。
紀元前191年、その年の執政官マニウス・アキリウス・グラブリオの下でトリブヌス・ミリトゥムを務めた。コンスル経験者でありながら人々に選出された彼は、テルモピュライの戦いにおいて、カッリドロモ山を守っていたアエトリア同盟を蹴散らし、アンティオコス3世の後ろに突然現れて敵を混乱させ、挟撃することに成功したという。また、レガトゥス（使者）として様々な古代ギリシア諸国に派遣され、テルモピュライの勝利をローマ市に報告している。このとき、リウィウスは大スキピオの弟スキピオ・アシアティクスも同時に派遣され、カトに先を越されたとしているが、彼はコンスル選挙に立候補していたはずで、グラブリオの同僚プブリウス・コルネリウス・スキピオ・ナシカとの混同が疑われ、信じがたい。
…あなたは人々を屠畜し、幾度も屠殺し、10の死をもたらし、10の自由人の頭を落とし、10の人間の人生を奪う。言い分も聞かれず、判決が下ったわけでもなく、非難すらされていない人々の。—大カト、『10人の人々に関するクィントゥス・ミヌキウス・テルムス弾劾』
紀元前190年、リグリア担当プロコンスルのクィントゥス・ミヌキウス・テルムスが帰国し、凱旋式の挙行を求めたが、カトは彼の戦功報告を虚偽であるとし、更に担当地域の自由民の不当な処刑や、同盟市の十人官への鞭打ち刑など、職権濫用を指摘して反対した。アウルス・ゲッリウスは、このときのカトの演説を、この幾度も厳しい表現を重ねる方法は、当時産まれつつあったラテン語での雄弁の曙の光のようであり、記憶に留めること（とギリシア語で）は喜ばしいと述べている。

### 監察官
特筆すべきなのは、カトーはその生涯で44回以上も自分を弁護する必要に迫られ、これほど訴えられた人物は他にはいない上に、その全てで勝利したことである。—大プリニウス、『博物誌』7.27
紀元前189年のケンソル（監察官）選挙に立候補したが、他に（1）元同僚フラックス、（2）ティトゥス・クィンクティウス・フラミニヌス、（3）スキピオ・ナシカ、（4）マルクス・クラウディウス・マルケッルス、そして（5）グラブリオが乱立し、グラブリオはその中でも大盤振る舞いによって人気があったが、ノウス・ホモの台頭を良く思わないノビレスは、護民官に戦利品横領の罪で告発させ、カトが彼に不利な証言をしたため、「同じノウス・ホモが虚偽の証言をした」ことを理由にグラブリオは選挙から降りた。結局この年はフラミニヌスとマルケッルスが当選している。グラブリオはスキピオ派と考えられ、この選挙が、カトと大スキピオとの関係悪化を招いた可能性もある。この年、アエトリア同盟と戦う執政官マルクス・フルウィウス・ノビリオルのもとへ、レガトゥスとして派遣されている。
紀元前187年、グナエウス・マンリウス・ウルソの凱旋式を許可するかどうか、元老院で調査が行われ、派閥争いが起こり、ウルソと親密だった弟スキピオ・アシアティクスを庇うために、当時プリンケプス・セナトゥス（元老院第一人者）であった大スキピオも介入し、皆の前で帳簿を破り捨ててみせたが、プレプス民会で追及されたスキピオ・アシアティクスは、投獄されるところを大グラックス（グラックス兄弟の父）によって危うく救われたほどで、カトはこのことをきっかけに、大スキピオを追及することになる。
紀元前184年、熾烈な選挙戦を勝ち抜き、フラックスと共にケンソルに選出された。他の候補は、（1）スキピオ・ナシカ、（2）スキピオ・アシアティクス、（3）マンリウス・ウルソ、（4）ルキウス・フリウス・プルプリオ、（5）マルクス・フルウィウス・ノビリオル、（6）ティベリウス・センプロニウス・ロングス (紀元前194年の執政官)、そして（7）マルクス・センプロニウス・トゥディタヌス (紀元前185年の執政官)だったが、リウィウスによれば、カトの圧勝だったという。
ケンソルとして、スキピオ・アシアティクスら貴族を厳しく監査し、マケドニアを征服したフラミニヌスの兄弟ルキウス・クィンクティウス・フラミニヌスを含む7名の元老院議員を譴責している。リウィウスは、ルキウスは自分の愛人であるカルタゴの少年ピリッポスのために、罪のないガリア人を処刑したとし、歴代ケンソルの中でも長く最も厳しいというカトの弾劾演説を引用している。他に、罪人を処刑したとするバージョンや、少年ではなく女性のためとするものもあり、プルタルコスは、ルキウス自身ではなくリクトルに処刑させたとしているが、いずれにせよカトが問題視したのは、執政官の懲罰権の乱用であろう。
プルタルコスによれば、ルキウスとティトゥスのフラミニヌス兄弟は民衆に上訴し（プロウォカティオ）、カトはそれに応えてルキウスと問答したという。ケンソルの元老院議員再審査（レクティオ・セナトゥス）に対してプロウォカティオは出来ないが、過去に異議がなかった訳ではなく、この年のカトらケンソルの公共事業契約の見直しなども行われていることから、カトが説明のために開いたか、もしくはフラミニヌスの息のかかった護民官の主宰する市民集会（コンティオ）で批判されたのだろう。プリニウスによれば、カトは生涯で被告として負けたことがないと言うが、これはおそらくコルネリウス・ネポスが書いた「名誉を失うことはなかった」の誇張で、護民官の告発によって罰金刑を科された可能性もあり、リウィウスによれば、この元老院議員への譴責が原因となって、晩年まで裁判に悩まされることになったという。
ケンスス（国勢調査）が完了すると、カンプス・マルティウスに集まった市民の前で、イノシシ、雄羊、雄牛を生け贄に捧げる清めの儀式（ルストルム）を行うが、おそらく以前カトが凱旋式に反対したクィントゥス・ミヌキウス・テルムスの息子ルキウスが、復讐のためにこの儀式にミスがあったと主張し、カトは豊作続きであることを挙げてこれを退けた。

### スキピオ弾劾
アーフリカーヌスの死によって彼の敵は勇気百倍した。その筆頭はカトーで、生きている時から彼の偉大さにケチをつけるのが日課であり、彼を訴追したペティッリウスたちの裏にいたのもカトーだと考えられている。—リウィウス、『ローマ建国史』38.54
この前184年、大スキピオは、アンティオコスとの和平に際し、賄賂を受け取ることで手心を加えたとして訴追され、ヘレニズムで知られる彼は窮地にたった。大スキピオは以前、私人でありながら、護民官が反対する国庫からの緊急支出を、市民たちにカルタゴの征服者であることをアピールし、法を曲げて通したこともあり、弟を庇った一件など、越権行為を憎む元老院議員もいたと考えられ、そこを利用したカトの攻撃を切り抜けることは容易でなく、体調を崩した大スキピオは、リテルヌムに引きこもり、しばらくして亡くなった。彼の死後、フラックスがプリンケプス・セナトゥスに選ばれている。この指名が、フラミニヌスを刺激した可能性もある。
よく、カトは保守的で排外的な農民の代表で、大スキピオは自由で洗練されたヘレニズムの代表とされるが、息子の嫁をもらったルキウス・アエミリウス・パウッルス・マケドニクスや、その実子スキピオ・アエミリアヌス（小スキピオ）はヘレニズム派であることを考えれば、反ヘレニズムとは言い切れず、大スキピオとの関係も、カト自身が大スキピオに勝利したことを強調する政治宣伝を行った結果、その対立が長く深刻であったと信じられるようになったのかもしれない。

### その後
紀元前179年のケンソルに就任した、マルクス・フルウィウス・ノビリオルの行動を問題視し、アンブラキア攻撃の際、攻略したわけでもないのに兵士に報償を与え、エンニウスに詩を捧げさせたとして弾劾した。
しかし実際、マールクス・カトーは演説『兵に分配されるべき戦利品について』において、激しく明瞭な言葉で罰せられることのない横領とやりたい放題について嘆いている。この言葉には非常に感銘を受けたので、ここに追記しておこう。「泥棒たちは、」こう言ったのだ。「私的な窃盗なら生涯牢獄と枷に繋がれるが、公的な泥棒は金と紫（に彩られる）。」—アウルス・ゲッリウス、『アッティカの夜』11.18.18
紀元前171年、ヒスパニア担当政務官による搾取を訴えた民衆によって、パウッルス・マケドニクス、スキピオ・ナシカ、ガイウス・スルピキウス・ガッルス (紀元前166年の執政官)らと共に代理人に選ばれ、マルクス・ティティニウス・クルウス（紀元前178年プラエトル、無罪）、プブリウス・フリウス・ピルス（紀元前174年プラエトル、プラエネステへ亡命）、ガイウス・マティエヌス（紀元前173年プラエトル、ティブルへ亡命）を弾劾した。
そして、私が思うに、ロドス人は我々がペルセウスに勝利することを望んでいなかった。それは彼らだけでなく他の多くの人々、多くの国々も同様だろう。…我々に怖れるものがなくなれば、好き勝手なことをし出すことを怖れたのだ。つまり、…我々に隷属しないため、自分たちの自由を守るためであったのだ。しかし、彼らは決してペルセウスに助力はしなかった。」—アウルス・ゲッリウス、『アッティカの夜』6.3.16
ゲッリウスによれば、第三次マケドニア戦争時、ペルセウス (マケドニア王)と友好関係にあったロドス島は、同盟を結んでいたローマに停戦を呼びかけたが聞き入れないため、戦争を仕掛けるかどうか幾度も検討し、ペルセウスが捕虜となると、慌ててローマへ弁解の使者を送った。元老院でロドス島への宣戦布告が検討されたとき、カトがそれに反対し、『ロドス島のために』という演説を行い、『起源論』の5巻に収録されているという。また、マケドニアの属州化にも反対し、その演説の断片が残っている。
プトレマイオス朝のプトレマイオス6世が国を追われた際には、カトは彼のために元老院で演説を行っている。
…ガルバは、当時国民の憎しみと反感に喘いでいたにもかかわらず、こうした悲劇ばりの大芝居によって咎めなしとされたのだという。このことは、カトーの本にも書かれているのをわたしは見て知っている。いわく、『子どもと涙を使っていなければ、彼は罰せられていただろう』とね。—キケロ、『弁論家について』1.228（大西英文訳）
紀元前151年のヒスパニア・ウルテリオル担当プラエトル、セルウィウス・スルピキウス・ガルバ（冒頭の引用にある）を、紀元前149年、護民官スクリボニウス・リボが訴追した際、カトはリボを支持している。ウァレリウス・マクシムスによれば、この時の演説は『起源論』に収録されていたようだが、このカトの演説によってガルバは一言も反論できなくなり、代わりに涙を浮かべながら自分と親戚の幼い子供を連れてきたため、審判人たちは皆無罪に投票したという。このとき、カトは85才で、いつ就任したか不明だが、アウグルとして死去した。

### 対カルタゴ
「カルターゴー人たちは既に我々にとっての敵である。いつでも望むときに戦争を仕掛けられるよう、私に対して準備を万全にするのなら、それは既に私にとっての敵である。例えまだ武器を振るっていなかったとしても。」—ガイウス・ユリウス・ウィクトル、『修辞の技法』議論について、2.3 議論の種類について
紀元前153年、レガトゥスとしてカルタゴとヌミディア王マシニッサの紛争の調停に赴いたが、カルタゴ側は抵抗し、失敗した。更に翌紀元前152年には、プブリウス・コルネリウス・スキピオ・ナシカ・コルクルムらが調停に派遣されている。
カルタゴの状況を把握したカトは、おそらく第二次ポエニ戦争の頃の強大な敵を思い起こし、カルタゴの恐怖を主張する一派として、スキピオ・ナシカ・コルクルムの一派と対立したのだろう。ポリュビオスからは、大スキピオがカルタゴとマシニッサを並立させることで、相互を無力化しようと考えていたことが覗えるという。ところがカルタゴ側が、紀元前201年の条約に違反したため、前152年以降、カルタゴとの戦争を主張する一派が優勢となった。それに対して反対派は、敵が存在することは国家の利益となると主張したとされるが、信憑性にも疑問があり、単にレトリックとして言っていただけの可能性もある。
プルタルコスによれば、カトはカルタゴの復興に脅威を感じ、バックス祭りにうつつを抜かす民衆に危機感を覚え、元老院で演説を行うときに常に「カルタゴは滅ぼされるべきであると思う」と末尾に付け加え、カルタゴ産の見事なイチジクの実を見せて「これほど見事なイチジクを産する国が3日の距離にいる」と言ってカルタゴを滅ぼす必要性を説いたが、一方でスキピオ・ナシカ・コルクルムは、民衆が元老院の手に負えぬほど増長し、国家をあらぬ方向へ向かわせることがないよう、カルタゴという脅威を利用しよう考え、同じように演説の最後に「カルタゴは存続させるべきである」とやり返したという。
カトは以前ロドス島やマケドニアに対しては寛大であったのに、カルタゴに対しては厳しい態度をとったのは、元老院の主流派に同調しただけかもしれず、カルタゴに対する懲罰の必要性を感じていたか、あるいは彼個人のカルタゴへの憎しみから来ているのかもしれない。
第三次ポエニ戦争が始まってすぐに亡くなったが、まだトリブヌス・ミリトゥムに過ぎなかった小スキピオが活躍するさまを聞いて、「まともなのは彼だけだ、他の奴らは影法師か」と叱責したと伝わる。カルタゴは紀元前146年、その小スキピオによって滅ぼされた。

## 人物
著作には農書『農業論』と古ラテン語を使用している歴史書『起源論』がある。
『起源論』は、最初の2巻でイタリア半島の各都市の成り立ちを描き（この2巻だけが『起源論』だとする説もある）、残りで第一次ポエニ戦争からのローマ拡張の歴史を描いている。各戦役で指揮官の名前を挙げていないことなどから、戦勝の要因はローマ軍自体であり、その一員であったイタリア同盟市の力が不可欠だったとカトが考えており、彼らとローマの歴史を連結し、イタリア人全体の歴史として示すことが目的であったとする学者もいる。
反ヘレニズムと言われるが、碑文や古代の記録を調べ上げた彼は、ラティウムの原住民アボリギネスやサビニ人をギリシア系としており、晩年になってギリシア語を学んだと言われるが、彼の演説にはギリシアのレトリックの影響が色濃く出ていることから、早いうちからギリシア語に通じていたと考えられる。ヘレニズム派の代表であるスキピオとフラミニヌスがヘレニズムと同一視されるように、その政敵の筆頭であるカトは伝統的な美徳の化身として祭り上げられたのだろう。
私の場合、雷鳴の後でないと妻と抱き合うことはないぞ。ユッピテル様のおかげで幸せになれるってことだな。—プルタルコス、『対比列伝』大カト、17.7
最初の妻リキニアとの間に息子マルクスが生まれ、その子はピュドナの戦い (紀元前168年)にレガトゥスとして参加し、そのときの司令官ルキウス・アエミリウス・パウルス・マケドニクスの娘テルティアと結婚した。妻とプラエトル（法務官）となった息子の死後、年老いてからサロニアという自分の奴隷と再婚し、サロニウスが生まれた。サロニウスはプラエトル、その子マルクスは執政官となり、その孫にマルクス・ポルキウス・カト・ウティケンシスが生まれた